# Ray Clemence
Ray Neal Clemence, MBE, född 5 augusti 1948 i Skegness i Lincolnshire, död 15 november 2020 i Corby i Northamptonshire, var en engelsk fotbollsspelare (målvakt).
Clemence gjorde debut för Scunthorpe United 1966 och värvades av Liverpools manager Bill Shankly ett år senare. De första två åren där tillbringade han i reservlaget med något enstaka framträdande i A-laget. 1970 blev han till slut klubbens förstaval. Under de följande elva åren var han ohotad och gjorde över 650 matcher och missade bara 6. Under de här åren vann han ligan 1973, 1976, 1977, 1979, 1980 Europacupen 1977, 1978, 1981, FA-cupen 1974, UEFA-cupen 1973, 1976 och ligacupen 1981. 
Europacupfinalen 1981 visade sig bli Clemence sista match i Liverpooltröjan, och han såldes till Tottenham Hotspur för 300 000 pund. Ironiskt nog möttes Tottenham och Liverpool i ligacupfinalen 1982, där Liverpool vann med 3-1. Tottenham lyckades dock vinna FA-cupen efter att ha slagit Queens Park Rangers i finalen.
Clemence landslagskarriär var ganska händelselös eftersom den sammanföll med en dålig period för England. Han slutade med landslagsfotbollen 1982 då han hade gjort 61 landskamper.
Tottenham vann Uefa-cupen 1984, men Clemence missade finalen på grund av skada. Tottenham förlorade finalen i FA-cupen 1987 mot Coventry, varvid Clemence inträdde i den exklusiva skaran som har spelat fem FA-cupfinaler.
Clemence slutade spela fotboll 1988 då han blev tränare i Tottenham. Efter att ha provat på att vara manager för några lag i de lägre divisionerna blev han målvaktstränare under Tottenhamkompisen Glenn Hoddle i det engelska landslaget 1996. Han behöll positionen även under efterföljarna Kevin Keegans och Sven-Göran Erikssons ledningar. Clemence arbetade ibland som expert i radio och TV.
Även hans son, Stephen Clemence, blev fotbollsspelare. Han började sin karriär i Tottenham och spelade senare för Birmingham och Leicester.